# Gola Gokaran Nath
Gola Gokaran Nath es una ciudad y municipio situado en el distrito de Lakhimpur Kheri en el estado de Uttar Pradesh (India). Su población es de 60172 habitantes (2011). 

## Demografía
Según el censo de 2011 la población de Gola Gokaran Nath era de 14196 habitantes, de los cuales 31415 eran hombres y 28757 eran mujeres. Gola Gokaran Nath tiene una tasa media de alfabetización del 81,55%, superior a la media estatal del 67,68%: la alfabetización masculina es del 86,24%, y la alfabetización femenina del 77,07%.